# 楊鴻觀
杨鸿观（1733年—1773年），字雅度，一字雍度，号鸾溪。金匮人，清朝政治人物。

## 生平
国子生。工诗，喜交游，游迹半天下。曾任庐峰书院山长。鴻觀之

## 家族
父楊孝元；鴻觀为次子。兄杨潮观。妻顧氏是顧奎光及顧斗光之妹，育有杨芳灿、杨揆、杨英灿昆仲。